# Turbicellepora rostrata
Turbicellepora rostrata är en mossdjursart som beskrevs av Ratna Guha och Gopikrishna 2007. Turbicellepora rostrata ingår i släktet Turbicellepora och familjen Celleporidae. Inga underarter finns listade i Catalogue of Life.